# رجینالد ده بورگ
رجینالد ده بورگ (انگلیسی: Reginald Le Borg; ۱۱ دسامبر ۱۹۰۲ – ۲۵ مارس ۱۹۸۹) یک کارگردان فیلم اهل ایالات متحده آمریکا بود.
وی کارگردان فیلم‌هایی همچون سرنوشت و زن جنگل بوده است.